# جیمز فیربان (بازیکن فوتبال)
جیمز فیربان (انگلیسی: James Fairbairn؛ زادهٔ Q3 1872) بازیکن فوتبال است.
از باشگاه‌هایی که در آن بازی کرده‌است می‌توان به باشگاه فوتبال گریمزبی تاون اشاره کرد.